# Кралевска река
Кралевска е река в Североизточна България, област Търговище – община Търговище, десен приток на река Калайджи от басейна на Камчия. Дължината ѝ е 22 km.
Кралевска река води началото си от централната част на Преславска планина, от 625 m н.в., на 500 m югоизточно от връх Шааретян (687 m). Протича в североизточно направление, до село Кралево в дълбока и залесена долина, а след селото в широка долина заета от обработваеми земи. След село Дългач коритото ѝ е коригирно с водозащитни диги. Влива се отдясно в река Калайджи (от басейна на Камчия) на 117 m н.в., на 400 m североизточно от село Надарево, община Търговище.
Площта на водосборния басейн на реката е 66 km2, което представлява 71% от водосборния басейн на река Калайджи. Основен приток е река Отекидере (ляв). Реката е с дъждовно-снежно подхранване с максимален отток през месец март, а минимален – септември – октомври. По течението на реката в Община Търговище са разположени три села: Кралево, Дългач и Надарево. Водите на реката се използват за напояване – язовир „Овчарово".

## Топографска карта
- Лист от карта K-35-30. Мащаб: 1 : 100 000.